# La vita è bella (film uit 1997)
La vita è bella (Nederlands: Het leven is mooi) is de titel van een Italiaanse tragikomedie uit 1997, geregisseerd door Roberto Benigni. De hoofdrollen worden gespeeld door Roberto Benigni zelf als Guido Orefice, Nicoletta Braschi als zijn echtgenote Dora en Giorgio Cantarini als zijn vijfjarig zoontje Giosué.

## Verhaal
Guido Orefice is een Joodse man vol vitaliteit en vrolijkheid. Hij verlaat het platteland om zijn geluk te beproeven in de stad. Onderweg ontmoet hij Dora en vanaf het eerste moment is hij verliefd op haar. Hij noemt haar principessa (prinses) en zal dat de hele film blijven doen. In de stad loopt hij Dora weer tegen het lijf. Hij laat zijn charmes met succes los op Dora. Guido droomt ervan om een boekwinkel te openen maar wordt in de tussentijd aangenomen als kelner in het Grand Hôtel, het hotel van zijn oom Eliseo. Als hij moet werken tijdens het verlovingsfeest van Dora, die zich met tegenzin blijkt te gaan verloven met een fascist, neemt hij haar mee tijdens het feest.
Enkele jaren later is Guido met Dora getrouwd en hebben ze een klein zoontje. Ze leven tevreden samen, Guido heeft inmiddels de boekwinkel die hij wilde en ze trekken zich weinig aan van het toenemende antisemitisme in hun land. Dan, als hun zoontje Giosué jarig is en bezoek zal krijgen van Dora's moeder, vindt die met haar dochter een leeg huis: Guido en Giosué zijn samen met Guido's oom opgepakt door de Duitsers om afgevoerd te worden naar een naziconcentratiekamp. De katholieke echtgenote van Guido, Dora, wil haar gezin niet in de steek laten en besluit met hen mee te gaan.

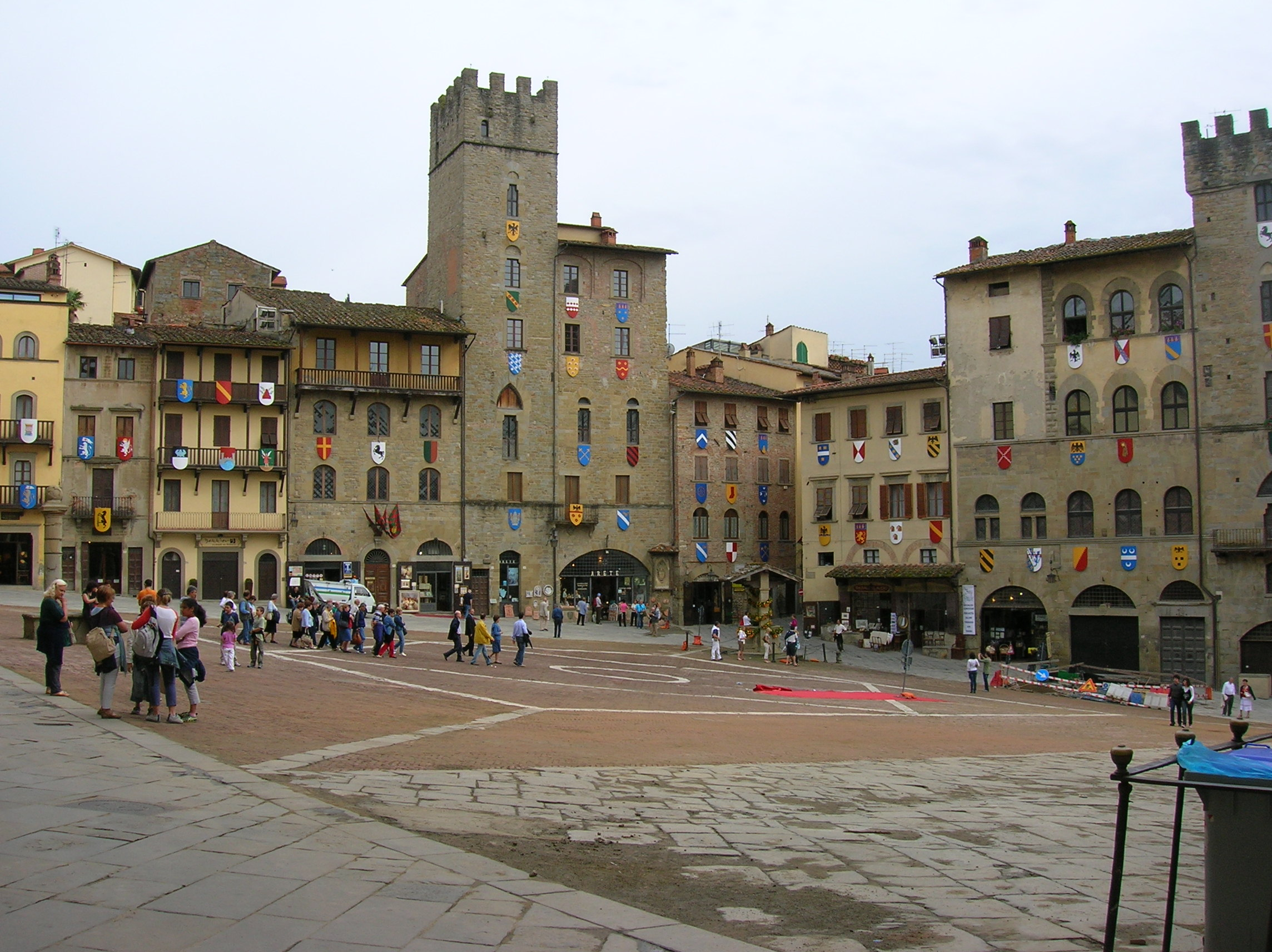
Het Piazza Grande in Arezzo, waar de ontmoetingsscène tussen Guido en Dora werd geschoten. Ook andere delen van de film werden in Arezzo gefilmd.

Guido tracht Giosué na opname in het concentratiekamp te beschermen door de verschrikkelijke waarheid achter te houden. Hij doet alsof het kamp eigenlijk het decor van een moeilijk spel is, waarin de gevangenen spelers zijn die meedoen voor een hoofdprijs. Als Giosué zich goed aan alle regels houdt, zal hij punten krijgen. Als hij duizend punten heeft, zal hij winnaar worden van het spel en een echte tank winnen. Daarbij stelt Guido alles in het werk om de schijn op te houden en het verblijf in het kamp zo aangenaam mogelijk te maken. Zo vertelt hij Giosué dat de kampbewakers gemeen zijn, omdat ze de tank voor zichzelf willen houden, en dat alle kinderen zich verscholen houden om het spel te winnen. Guido houdt daarbij vol dat Giosué op koers ligt om het spel te winnen.
De film eindigt met de nachtelijke chaos rondom de bevrijding van het kamp door de Amerikanen. Guido beveelt Giosué om zich te verstoppen totdat iedereen is vertrokken en dat dit de laatste test is om de tank te bemachtigen. Guido gaat intussen op zoek naar zijn vrouw Dora, maar wordt daarbij ontdekt en door de Duitsers doodgeschoten. Giosué is, niet beseffende wat zich de nacht ervoor heeft afgespeeld, door het dolle heen als de volgende ochtend een tank van de Amerikanen het kamp binnenrijdt en overtuigd dat hij die gewonnen heeft. Zittend boven op de tank, ziet hij zijn moeder weer en wordt met haar herenigd.

## Rolverdeling

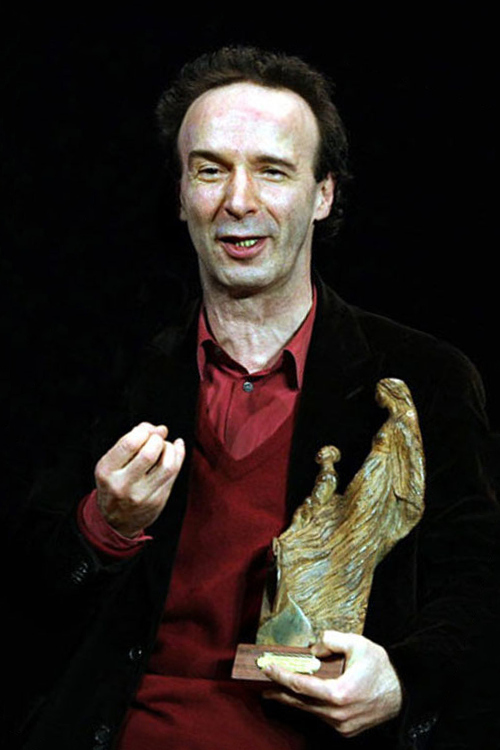
Roberto Benigni ontving een Oscar voor zijn spel in La vita è bella

| Acteur              | Personage        |
| ------------------- | ---------------- |
| Roberto Benigni     | Guido Orefice    |
| Nicoletta Braschi   | Dora             |
| Giorgio Cantarini   | Giosué Orefice   |
| Giustino Durano     | Eliseo Orefice   |
| Sergio Bini Bustric | Ferruccio Papini |
| Marisa Paredes      | Dora's moeder    |
| Horst Buchholz      | Dokter Lessing   |
| Lidia Alfonsi       | Guicciardini     |
| Amerigo Fontani     | Rodolfo          |
| Pietro De Silva     | Bartolomeo       |
| Francesco Guzzo     | Vittorino        |

## Prijzen
La vita è bella ontving vele filmprijzen, met als belangrijkste Oscars in 1998 voor beste niet-Engelstalige film, beste filmmuziek en beste acteur. Verder won de film in 1998 ook de meest vooraanstaande Italiaanse filmprijs, de David di Donatello, de "Prijs van de Jury" van het Filmfestival van Cannes, de Europese Filmprijs voor beste film en beste acteur. In 1999 volgden verder onder andere de Deutscher Filmpreis voor beste buitenlandse film, de Franse filmprijs César voor beste buitenlandse film en een BAFTA voor beste acteur.

## Trivia
- Roberto Benigni was de eerste niet-Engelstalige acteur die een Oscar won voor Beste Acteur.
- La vita è bella is de best bekeken film op de Italiaanse televisie sinds de invoering van Auditel in 1986 met een kijkcijfer van 16.080.000 kijkers en een marktaandeel van 53,67%[1]
- Het themalied Beautiful That Way werd gezongen door Noa.